# Bulverismo
El bulverismo es una falacia lógica. El método de Bulverismo es "asumir que tu oponente está equivocado y explicar su error". El Bulverista asume que el argumento de un hablante es inválido o falso y luego explica por qué el hablante cometió ese error, atacando al hablante o el motivo del hablante. El término "Bulverismo" fue acuñado por C. S. Lewis para burlarse de un error, se repite a menudo en una variedad de debates religiosos, políticos y filosóficos.
Similar al "cambio de sujeto / motivo" de Antony Flew, el Bulverismo es una falacia de irrelevancia. Uno acusa el argumento de estar equivocado sobre la base de la identidad o el motivo del argumentador, pero estos son estrictamente hablando irrelevantes para la validez o verdad del argumento.

## Origen del concepto
Lewis escribió sobre esto en un ensayo  de 1941 que luego se expandió y publicó en The Socratic Digest bajo el título "Bulverism". Dicho ensayo fue reimpreso tanto en Undeceptions como en la antología más reciente Dios en el banquillo. Lewis explica así el origen de este término:

Debes mostrar "que" un hombre está equivocado antes de comenzar a explicar "por qué" está equivocado. El método moderno es suponer sin discusión "que él" está equivocado y luego distraer su atención de esto (el único problema real) explicando diligentemente cómo se volvió tan tonto.
En el curso de los últimos quince años he encontrado este vicio tan común que tuve que inventarle un nombre. Yo lo llamo "Bulverismo". Algún día voy a escribir la biografía de su inventor imaginario, Ezekiel Bulver, cuyo destino se determinó a la edad de cinco años cuando escuchó a su madre decirle a su padre, que había estado manteniendo que dos lados de un triángulo juntos son mas grandes que el tercero - "Oh, solo dices eso 'porque eres un hombre' '". "En ese momento", nos asegura E. Bulver, "brilló en mi mente abierta la gran verdad de que la refutación no es parte necesaria del argumento. Suponga que su oponente está equivocado, y explique su error, y el mundo estará a sus pies. Intente demostrar que está equivocado o (lo que es peor) trate de averiguar si está equivocado o en lo cierto, y se estrellara contra la pared del dinamismo nacional de nuestra era". Así es como Bulver se convirtió en uno de los grandes creadores del siglo XX.

Sobre el Bulverismo por C. S. Lewis:

Supongamos que, después de hacer mis cuentas, creo que tengo un gran saldo en el banco. Y supongamos que tú quieres saber si esta creencia mía es "una ilusión". Tú nunca podrás llegar a ninguna conclusión al examinar mi condición psicológica. Tu única oportunidad de averiguar si tengo o no razón es sentarte y calcular la suma tú mismo. Cuando hayas revisado mis cifras, entonces, y solo entonces, sabrás si tengo ese saldo o no. Si encuentras que mi aritmética es correcta, entonces rumiar al respecto de mi condición psicológica no puede ser otra cosa que una pérdida de tiempo. Si encuentras que mi aritmética es incorrecta, entonces puede ser relevante explicar psicológicamente cómo llegué a ser tan malo en mi aritmética, y la doctrina del deseo oculto se volverá relevante, pero solo después de que tú mismo hayas hecho la suma y hayas descubierto que estoy equivocado por motivos puramente aritméticos. Es lo mismo con todos los pensamientos y todos los sistemas de pensamiento. Si tratas de descubrir cuáles están equivocados especulando acerca de los deseos de los pensadores, simplemente estás haciendo el ridículo. Primero debe averiguar por razones puramente lógicas cuáles de ellos, de hecho, se descomponen como argumentos. Luego, si lo deseas, puedes continuar y descubrir las causas psicológicas de algún error.

## Variedades
Suponer que el oponente está equivocado es una falacia formal de razonamiento circular. Menospreciar al oponente en lugar de argumentar que está equivocado es una falacia de relevancia o falacia genética. El Bulverismo combina ambos. Uno no solo asume que los oponentes están equivocados sino que también los acusa creyendo los errores debido a sus motivos o algunas características accidentales de quiénes son.
Por lo tanto, hay tantas variedades de esta falacia como variedades hay personas y motivos. Algunos ejemplos ocurren cuando el crítico falaz apela a la profesión del argumentador, motivos o deseos personales, afiliación política o religiosa, identidad racial, etc.

### Apelación a profesión
- Un matemático argumenta: "2+2=4 porque 2 es la mitad de 4".
- Un profesor de literatura se burla: "sólo dices eso porque eres un matemático ."

(El profesor de literatura supone 2+2 de hecho no es igual a 4 y explica por qué el matemático está mal diciendo que su conclusión está predeterminada por su compromiso con su profesión.)

### Apelación a motivo
- Doctor: "Sabemos que hay vida después de la muerte, porque hay más de un millón de testimonios de supervivientes de experiencias cercanas a la muerte."
- Paciente: "Solo dices eso porque le temes a la muerte."

(El paciente supone que no hay vida después de la muerte e intenta explicar por qué el doctor esta equivocado apelando a las esperanzas y los deseos del doctor.)

### Apelación a identidad
- Panelista femenina: "Los hombres se enfrentan a casos comunes de discriminación".
- Feminista: "Solo lo dices por tu misoginia internalizada".

(La feminista supone que los hombres no afrontan casos comunes de discriminación e intenta justificarlo presuponiendo que la panelista ha internalizado la misoginia.)

### Teísmo y ateísmo
- Desde el ateísmo: "Los argumentos a favor del teísmo son malos. En realidad los teístas se engañan a sí mismos, por diversas razones psicológicas."

Este tipo de argumento se asemeja al usado, por ejemplo, por Sigmund Freud (quien atribuye el concepto monoteísta de Dios a la necesidad emocional de un pater familias poderoso y sobrenatural). Un ejemplo moderno de Bulverismo es el  "meta-ateísmo" defendido por George Rey. Éste asume que los argumentos a favor del teísmo son malos (aunque asegura que podría criticarlos, no lo hace) y sostiene que "a pesar de las apariencias, la mayor parte de adultos occidentales que han sido expuestos a la ciencia estándar y afirman creer en Dios se engañan a sí mismos."
- Desde el teísmo: "Los ateos están equivocados por no creer en dioses. Se engañan a sí mismos o son malvados, tal vez debido a la falta de un padre fuerte y amoroso mientras crecían."

Argumentos de este tipo pueden encontrarse por ejemplo en la obra Paul C. Vitz "Faith of the Fatherless: The Psychology of Atheism" (aunque no argumenta que todos los ateos se engañen a sí mismos o que "el ateísmo sea determinado de manera psicológica", sí considera que un desencanto con la figura paterna temprana "lleva frecuentemente a un rechazo de Dios" a nivel psicológico). Se podría atribuir Bulverismo, aunque el libro se presenta como un contrapeso a la idea bulverista contraria (que el teísmo y la fe religiosa surgen de bases irracionales y necesidades psicológicas), argumentando que hay factores psicológicos que también predispondrían a una persona al ateísmo.

## Amenaza y remedio
La amenaza especial de esta falacia radica en que se aplica por igual tanto a la persona que se equivoca como a su oponente. Llevada a su consecuencia lógica, implica que todos los argumentos son poco confiables y, por lo tanto, socava todo pensamiento racional. Lewis dice: "Hasta que el Bulverismo no sea aplastado, la razón no puede desempeñar un papel efectivo en los asuntos humanos. Cada lado lo utiliza pronto como un arma contra el otro, pero entre los 2 la razón misma es desacreditada".
La mayoría de las personas que cometen esta falacia no dudan de la "razón misma". Simplemente buscan  socavar la posición de su oponente y apoyar la suya. El problema es que inconscientemente socavan su propia posición al implicar que la "fuente" del razonamiento está "contaminada" por el razonador, porque si resulta cierto, también se aplica a sus propios argumentos.
El remedio, según Lewis, es aceptar que el razonador no contamina al razonamiento. Algunos argumentos son válidos y algunas conclusiones verdaderas, independientemente de la identidad y los motivos de quien los defiende.